# 김형욱
김형욱(金炯旭, 1925년 1월 16일~1979년 10월 8일)은 대한민국의 군인, 정치인이다. 5.16 군사 정변에 가담하여 국가재건최고회의 최고위원을 지냈고 1963년부터 1969년까지 중앙정보부장을 맡았다. '남산 멧돼지' 또는 '돈까스'라는 별명으로 불리곤 했다.
1971년 제8대 국회의원에 당선되어 의정활동을 하였다. 1973년에 미국으로 망명하였고 1976년부터 박정희 정권의 비리를 폭로하며 마찰을 빚다가 1979년 10월 7일에 파리에서 실종되었다.1984년 10월 8일에 정식으로 사망신고 되었고 1990년 서울지방법원에서도 사망선고가 내려졌다.

## 어린 시절

### 생애 초반
1925년 1월 16일에 황해도 신천에서 태어났다. 어린 시절과 입대하기 전의 행적에 대해서는 알려진 바가 별로 없다. 1977년 프레이저 청문회에서 김형욱이 밝힌 바에 따르면 소련군이 고향에 진주함에 따라 공산학정을 견디지 못해 1946년에 월남했다고 한다. 월남후 육군사관학교에 8기생으로 입학하여 약 6개월의 교육과정을 이수한 뒤 1949년에 졸업하였으며 김종필이 동기생이다. 그 후 1963년에 경희대 정치외교학과에서 학사 학위 취득하였고 4년 후 동 대학원에서 석사 학위를 취득하였다.
적극적이고 말없이 열심히 나서는 스타일이었는데 일찍이 박정희에게 발탁되어 박정희로부터 상당한 신뢰를 받았다. 박정희보다는 육사 동기인 김종필과 친밀했지만 군 복무 시절 특정조직의 하수인이 되기를 거부하고 소신을 지키다가 박정희를 만나면서 박정희와의 직접적인 접촉으로 신뢰관계를 구축하였다. 육군 제6관구사령부 정보참모, 육군 제6관구사령부 작전참모 등을 지냈으며 진급은 늦은 편이었다.
1960년 5월에 김종필, 길재호, 오치성 등 육사 8기생 중령 8명을 비롯한 고급 장교들과 함께 선배 장교들을 타도하려는 하극상 계획을 세웠다가 사전에 발각되어 위기에 처하기도 했다.그러나 겨우 위기를 넘기고 1961년부터 박정희와 군사 정변을 기획하였다.
1963년 야당의 윤보선 대선 후보가 민주공화당 대선 후보인 박정희 국가재건최고회의 의장은 여순 반란사건에 관련되어 있다는 발언을 하였으나, 김형욱 중앙정보부장이 터무니 없는 소리다라며 거짓말을 해서 유권자들은 그의 박정희 관련 날조된 군경력 발언에 그대로 속는다.

### 5.16 군사 정변 전후
1961년 5·16 군사 정변 때 중령으로 참여한 후 군사혁명위원회(국가재건최고회의로 개편) 최고위원의 한사람이 된 뒤 내무분과 위원장과 운영기획 위원장을 지냈다. 이어 5월 동지회 지도위원ㆍ부정축재 처리위원을 역임하였다. 그 뒤 군사혁명위원회가 국가재건최고회의로 개편되자 국가재건최고회의 최고위원의 한 사람이 되었다가, 1963년 7월 박정희 최고회의 의장이 중앙정보부장으로 김형욱을 임명하였다. 같은 해(1963년) 10월 13일을 기하여 중앙정보부장 김형욱은 육군 준장으로 예편하였다.

## 정치 활동

### 제3공화국 시절
1963년 10월 15일 치러진 제5대 대통령선거에서 그가 이끄는 중앙정보부는 일반 시민을 가장하여 야당 후보자들에게 편지를 보내 사퇴를 막았고, 이로써 야당을 분열시켜 야당후보의 난립으로 박정희 후보를 당선시키는 데 큰 역할을 했다. 그러나 기대와는 달리 박정희는 10만여 표 차이의 근소한 차이로 이기는 바람에 질책을 당하기도 했다.
1964년 8월 중앙정보부를 시켜 인민혁명당 사건을 수사, 발표하게 하였으며 이때 도예종을 비롯한 혁신계인사·언론인·교수·학생 등 41명을 국가보안법 위반 혐의로 구속했다. 이 사건은 무더기 구속 외에도 이들의 구속, 처벌을 거절한 검사들에 대한 김형욱의 압력에 의한 공안검사의 사표 제출 문제와 고문 문제가 나중에 문제가 되기도 했다. 그해 6월부터 한일협정을 둘러싼 6·3사태와 국회비준 파동 때에도 그의 영향력은 크게 작용했다. 6·3사태를 전후하여 학생운동가들 및 재야인사들, 학원 동태를 수집, 파악하였으며 또한 수도경비사령부 사령관을 움직여서 김종필에게 2차 외유를 권고하기도 했다. 한편 그는 인혁당 사건 조사의 정당성을 주장 '인민혁명당 사건은 바로 6·3사태 배후 인물을 조사하는 과정에서 비롯된 것'이라고 회고록에 기록하였다. 또한 한일협정 국회비준과정에서도 야당 의원들을 내사, 회유, 협박을 하는 등의 압력을 행사하였다.

### 주요 활동
1965년 대한사격연맹 제6대 회장에 피선되었다. 1967년 운동권 단체인 민족주의 비교연구회를 적발하고 이적행위를 수사하였으며, 1967년 봄에는 동베를린 간첩단 사건(일명 동백림 간첩단 사건)을 수사, 7월 8일에 발표하면서 국내외에서 벌어지고 있는 반정부운동가들의 동태를 면밀히 감시하는 한편 이들의 행위를 비판하는 한편 반정부운동에 대해 강하게 탄압하였다. 1968년에는 통일혁명당사건(統一革命黨事件)의 수사를 주관하였다.

### 3선개헌과 경질

#### 국민복지회 사건
1967년의 6.8부정선거를 통해 개헌선을 확보한 박정희 정권은 이듬해부터 3선개헌의 분위기를 조성하였다. 개헌논의 초기에는 여당인 공화당 내부의 반대도 있었다. 특히 차기 대권을 노리며 공화당내 주류파에 속하는 김종필계의 반대가 심했다. 김형욱은 이 시점에서 자신이 무엇을 해야 하는지 잘 알고 있었다. 그는 국회의원들을 사찰하여 비리를 캐냈고, 필요할때는 함정을 파서 약점을 잡은 뒤 협박, 회유, 공갈을 통해 반대파를 무력화 시켜나갔다. 1968년 5월에 '국민복지회 사건'이 터지자 여당 국회의원인 김용태와 최영두를 중정으로 연행하여 고문하였다. 이는 정치적인 이유로 현직 국회의원을 고문한 최초의 사건이었다. 최영두 의원은 고문후유증으로 3년도 못 가 사망하고 말았다.
국민복지회 사건은 아직도 진실을 정확히 알기 어려운 정치스캔들이지만 당시 김형욱은 송상남이 작성한 '시국판단서'를 근거로하여 복지회란 김종필을 차기 후계자로 추대, 모의한 반국가단체라고 결론지었다. 박정희 신봉자였던 김형욱으로서는 후계자를 논하는 것 자체가 용서할 수 없는 불충이었던 것이다. 김용태등은 '농촌 근대화운동'을 위한 조직이라고 항변했으나 받아들여지지 않았다. 이 사건으로 김용태, 최영두등 김종필계 당원 다수가 공화당에서 제명되면서 개헌을 반대한 김종필계는 큰 타격을 입었다. 독재자 밑에서 가장 금기시되는 후계자 문제를 거론하며 역린을 건드린 댓가는 혹독했다. 5월 30일, 울분에 찬 김종필은 정계은퇴를 선언하며 항의에 뜻을 표현했다.

#### 이만섭 암살 시도
김형욱의 권력남용과 의정활동 간섭이 도를 넘어서자 1969년 여당인 공화당은 박정희에게 김형욱과 이후락의 해임을 '3선개헌의 선행조건'으로 제시하였다. 이 제안은 7월 29일, 3선개헌에 관한 논의차 비공개로 진행된 영빈관 의원총회에서 이만섭 의원이 제안하여 당의 공식입장으로 결정되었다. 도청을 통해 이 소식을 접한 김형욱은 이만섭 암살지령을 중정 간부 두사람에게 내렸다. 김성곤 의원이 제보를 받고 뒤늦게 박정희에게 이 사실을 알렸으며 박정희가 개입하면서 암살시도는 제지당했다. 한편 박정희는 이만섭의 제안한 3선개헌 조건부 찬성에 대해  처음에는 불같이 화를 내며 거부했으나 거듭된 공화당 지도부의 설득과 개헌 필요성 때문에 이를 수용하는쪽으로 돌아섰다.

#### 몰락의 시작
3선개헌이 날치기 통과된후 국민투표로 확정되자, 1969년 10월 20일에 전격적으로 경질당했다. 김형욱은 전혀 예상치 못했었다. 박정희가 유임시킬듯하며 군사작전을 방불케하는 연막작전을 펴다가 갑자기 해임해버렸기 때문이다. 훗날 그는 "갑자기 당한일이라 미칠 것만 같았다. 그래서 비밀서류 한장도 못갖고 나왔다."고 밝혔다. 또한 지난 6년이란 긴 시간동안 박정희의 그림자가 되어 밤낮없이 온갖 비난을 받아가며 충성했음에도 불구하고 자신이 경질 당한것에 대해 강한 불만을 노골적으로 표출했다. 같은날 함께 경질된 이후락은 박정희 신봉자답게 김형욱과는 정반대로 처신했다. 그 때문인지 이후락은 곧 주일본 대사로 발령받았으나 김형욱은 한동안 무직상태로 지냈다. 이후에도 이후락은 중앙정보부 부장이 되어 권력실세로 복귀했으나 김형욱은 본격적으로 몰락의 길을 걷게 된다.

### 미국 망명
1971년에 김형욱은 제8대 총선에서 민주공화당 전국구 후보 5번으로 국회의원에 당선되어 의정활동을 하였으나 1972년 10월 17일에 유신이 선포되어 국회가 해산되자 의원직을 박탈당했다. 이후 1973년 3월, 사실상 대통령이 임명하는 유신정우회 소속 국회의원 명단에서 제외되었다. 지난번 중정부장에서 경질된 이후 야당의 리더인 김대중과 비밀리에 자주 접촉하며 협력했던것 때문이었다. 이일로 몇번 청와대로 불려가 추궁당했으며 총선 공천후보 명단에서도 탈락하였다. 이후 박정희에게 깊은 원망을 품게 되었고 망명을 최종 결심한다. 1973년 4월 15일 김형욱은 대만으로 출국한후 미국으로 망명한다. 치밀한 계획속에 진행된 망명은, 우선 자신의 중앙정보부장 시절 비서실장이었던 문학림과 같이 대만으로 출국했다. 여행목적은 대만 학술원으로부터 명예박사학위를 받기 위함이었으나, 이후 미국 뉴욕으로 건너갔다.

### 박정희와의 갈등
박정희는 김형욱을 설득하기 위해 미국에 특사 형식으로 정부 고위급 인사를 파견하였다. 1973년 4월 김형욱의 미국 망명 직후, 박정희는 정일권, 김종필, 김동조, 오치성 등 정부 고위급 인사들을 미국으로 보내 김형욱의 귀국을 설득한 바 있다. 계속되는 고위층들의 설득에도 김형욱은 응하지 않았고, 오히려 1977년 6월 2일에는 <뉴욕타임스>와 기자회견을 갖고, 박정희 정권의 내부비리를 폭로했다.
김형욱이 박정희에게 불만을 품고 비리폭로에 나선 이유는 박정희 정권 유지를 위한 3선 개헌의 1등 공신인 자신을 중앙정보부장에서 해임하고, 유신정우회 국회의원에서도 제외되었다는 이유 때문이다. 김형욱은 미국에서 머물며 김대중 납치 사건을 비롯한 각종 박정희 정권을 폄훼하는 나팔수가 됐다. 미 하원 프레이저 청문회에도 출석해 박정희를 강력히 비판하고, 치부를 고발하는 회고록 출간도 추진했다.

### 생애 후반
1976년 코리아게이트 사건이 터지자 1977년 6월 22일 김형욱은 미국 연방 하원의 프레이저 청문회에 나가 박정희 정부의 비밀스러운 사건들을 거침없이 폭로하였다. 이후 일본으로 가서 김경재(필명 박사월)가 쓴 회고록을 출판했다. 이 책은 1980년대의 밀리언셀러가 된다. 이에 박정희도 김형욱을 노린 '반국가행위자의처벌에관한특별조치법'을 1977년 12월 31일에 제정한다.
- 회고록 출판을 두고 중앙정보부 차장보였던 윤일균의 증언에 따르면 박정희 정부와 중앙정보부는 《김형욱 회고록》 출판을 막고자 자주 접촉했고, 김형욱도 몇 십만 달러를 대가로 합의, 회고록 원본을 중앙정보부에 넘겨주었다고 주장한다. 그러나 남겨둔 회고록 사본을 일본 출판사가 김형욱과 합의없이 출판했다는 주장이 있다.[40]

## 사망

### 미하원 청문회 증인의 실종 사고
이후 김형욱은 1979년 중앙정보부 해외담당차장인 윤일균을 만나 프랑스 파리로 가라는 말을 들고 그해 10월 1일에 파리에 도착하였다. 7일에 파리에서 주프랑스 공사 이상열을 잠시 만난 후 헤어졌는데, 그 이후의 행적은 지금까지 전해지지 않는다.

### 사후
1982년 검찰은 김형욱에 '반국가행위자의처벌에관한특별조치법'을 적용해 기소하였으며 궐석재판으로 유죄가 되었다. 김형욱의 사망설이 나돌자 1984년 10월 8일에 그의 가족들은 사망신고를 하였다. 민주화 이후 김형욱 유족은 특별조치법중 상소권 제한에 대해 위헌이라고 헌법재판을 신청하여 헌법재판에서 승소하였고, 진행된 항소심에서 무죄 판결이 나왔다. 또한 특별조치법 다수 조항에 대한 위헌제청신청도 받아들여져 특별조치법 전체가 위헌이라는 결정으로 특조법이 폐지되었다.
2009년 5월 초순에 미국 뉴저지주의 한 공동묘지에서 김형욱의 묘가 발견되었다고 재미 한국인 안치용이 2009년 9월 21일 밝혔다. 묘비의 내용에 따르면 김형욱의 사망 날짜는 10월 7일이다. 그러나 앞서 언급한 바와 같이 시신이 산산조각 났다는 진술이 있는 데다가, 묘비상의 사망일자는 실제로는 김형욱의 실종 일자로서 정확한 사망일자는 아니다. 더욱이 김경재 전 의원은 브레이크뉴스와의 인터뷰에서 '김형욱의 아들 김정한이 2002년 가을 사망한 후 아들의 묘지 앞에 가족묘를 조성하기 위해 김형욱의 추모비 성격을 지닌 가묘를 조성한 것으로 안다'고 전한 바 있다.

## 학력과 학위

### 학력
- 1949년 육군사관학교 8기
- 1950년 육군보병학교 수료
- 1951년 육군공병학교 수료
- 1951년 육군포병학교 졸업
- 1953년 육군대학 졸업
- 1963년 경희대학교 정치외교학 학사
- 1967년 경희대학교 대학원 정치외교학 석사

### 명예 박사 학위
- 1969년 고려대학교 명예법학 박사
- 1969년 경희대학교 명예법학 박사
- 1973년 중국문화대학 명예철학 박사

## 김형욱을 연기한 배우들

### TV 드라마
- 박상조 - 1993년 《제3공화국》MBC 드라마
- 김복만 - 1993년 《다큐멘터리극장》 - 김형욱 편 (9월 5일 방영)
- 백일섭 - 1995년 《제4공화국》 MBC 드라마
- 조경환 - 1995년 《코리아게이트》 SBS 드라마
- 조경환 - 1998년 《삼김시대》 SBS 드라마
- 박상만 - 2003년 《야인시대》 SBS 드라마
- 손호균 - 2004년 《영웅시대》 MBC 드라마

### 영화
- 곽도원 - 2020년 《남산의 부장들》
- 윤경호 - 2022년 《킹메이커》

## 역대 선거 결과
| 실시년도 | 선거  | 대수 | 직책     | 선거구 | 정당       | 득표수      | 득표율         | 순위       | 당락 | 비고 |
| -------- | ----- | ---- | -------- | ------ | ---------- | ----------- | -------------- | ---------- | ---- | ---- |
| 1971년   | 총선  | 8대  | 국회의원 | 전국구 | 민주공화당 | 6,254,921표 | \| \| 48.8% \| | 전국구 5번 |      | 초선 |
|          | 48.8% |      |          |        |            |             |                |            |      |      |

## 저서
- 김형욱 회고록 《혁명과 우상》

## 같이 보기
- 국제관계위원회 산하 국제기구소위원회
- 김형욱 납치 암살 사건
- 프레이저 보고서
- 코리아게이트